# Gero Madelung
Gero Madelung (* 2. Februar 1928 in Berlin; † 13. Dezember 2018 in München) war ein deutscher Luftfahrtingenieur, Manager und Hochschullehrer aus der Familie Madelung. Er war u. a. Vorstand der Messerschmitt AG, der Panavia Aircraft GmbH und der MBB-GmbH sowie Professor für Luftfahrttechnik an der Technischen Universität München.

## Leben
Gero Madelungs Eltern waren der Flugzeugbauer Georg Madelung und dessen Frau Elisabeth Emma, die Schwester des Flugzeugbauers Willy Messerschmitt. Er studierte an der TH Stuttgart, dem Clarkson College of Technology in Potsdam (New York) und an der TU München.
Danach begann er als Testingenieur bei General Electric und war anschließend als Entwicklungsingenieur bei der Messerschmitt AG tätig, unter anderem als Mitglied einer Entwicklungsgruppe bei Hispano Aviación. Beim Entwicklungsring Süd war er maßgeblich am Bau des Senkrechtstarters EWR VJ 101 beteiligt.
1964 wurde er Vorstandsmitglied der Messerschmitt AG, 1969 Vorstand des Panavia-Konsortiums zur Entwicklung des Mehrzweckkampfflugzeugs Tornado. Von 1978 bis 1983 war Madelung Vorsitzender der Geschäftsführung der Messerschmitt-Bölkow-Blohm GmbH, danach Aufsichtsrat des Unternehmens. Von 1983 bis 2003 war er Mitglied des Aufsichtsrates und des internationalen Beirates der Robert Bosch GmbH. Er war Mitglied des Aufsichtsrates bei dem Aluminiumhersteller Alcan.
1964 übernahm er einen Lehrauftrag an der TU München und hatte dort von 1989 bis 1994 die Professur auf dem Stiftungslehrstuhl für Luftfahrttechnik inne.
Madelung war mit der Therapeutin Eva Madelung, Tochter von Robert Bosch, verheiratet. Aus der Ehe gingen zwei Kinder hervor.

## Ehrungen und Mitgliedschaften
- 1953: Mitglied Deutsche Gesellschaft für Luft- und Raumfahrt
- 1978 bis 1997: Mitglied der Advisory Group for Aeronautical Research and Development (AGARD) der NATO[3]
- 1985 bis 1988: Chairman der AGARD
- 1991: Gründungsmitglied und ehrenamtlicher Präsident der Royal Aeronautical Society (RAeS) Munich Branch[4]
- 1991: Ludwig-Prandtl-Ring
- 1996: Von-Kármán-Medaille der AGARD[5]